# Tiền Nãi Vinh
Tiền Nãi Vinh (sinh năm 1945 tại Thượng Hải) là một nhà ngôn ngữ học người Trung Quốc. Ông nhận bằng thạc sĩ tiếng Trung tại Đại học Phục Đán năm 1981. Ông là giáo sư và là trưởng khoa tiếng Trung tại Đại học Thượng Hải. Ông là một nhà nghiên cứu và ủng hộ tiếng Thượng Hải, một phương ngữ của tiếng Ngô.

## Ấn phẩm
- Shanghainese Slang (Shanghai Academy of Social Sciences Press, 1989) - 《上海方言俚语》（上海社科院出版社，1989）
- Contemporary Wu-ngu Researches (Shanghai Educational Publishing House, 1992) -  《当代吴语研究》 （上海教育出版社，1992）
- Grammar for Shanghainese Language (Shanghai People's Publishing House, 1997) - 《上海话语法》 （上海人民出版社，1997）
- Cool Slang 2000 Items (Editor, Shanghai Educational Publishing House, 2001) - 《酷语2000》 （主编，上海教育出版社，2001）
- Shanghainese Conversations (Author, Touhou Shoten) -  《上海语会话》音带（本人发音，日本东方书店）
- Shanghainese & Su-zhou Dialect Researches & Studies（Co-author, Kouseikan, 1984） -  《上海语苏州语学习与研究》（合作，日本东京光生馆，1984）
- A Brief History of Dialects in Shanghai Metropolitan Areas (Shanghai Educational Publishing House, 1988) -  《上海市区方言志》（合作，上海教育出版社，1988）
- Vocabulary for Shanghainese Dialects (Shanghai Educational Publishing House, 1991) -  《上海方言词汇》（合作，上海教育出版社，1991）
- A Brief History of the Culture & Dialects for Shanghai Area (Shanghai Literature and Art Publishing House, 2001) - 《上海文化通史·语言篇》 （上海文艺出版社，2001）
- Shanghainese Dialect Collection & the Culture (Shanghai Culture Publishing House, 2002) - 《沪语盘点——上海话文化》（上海文化出版社，2002）